# Cynan ap Hywel († um 1242)
Cynan ap Hywel († um 1242) war ein Lord aus dem walisischen Fürstentum Deheubarth aus der Dinefwr-Dynastie.

## Leben und Wirken
Cynan war ein Sohn von Hywel Sais († 1204), einem der jüngeren Söhne von Lord Rhys, dem Lord von Deheubarth. Von seinem Vater hatte Hywel Sais die Herrschaft über St Clears erhalten. Als es nach dem Tod von Lord Rhys 1197 einen erbitterten Erbstreit zwischen dessen Nachkommen gab, unterstützte Hywel Sais seinen Bruder Maelgwn ap Rhys, bis er 1204 getötet wurde.  Cynan ap Hywel wird erstmals 1210 erwähnt, als er während des andauernden Erbstreits im Gefolge von Maelgwn ap Rhys von seinen Cousins Rhys und Owain gefangen genommen wurde, als diese das Lager von Maelgwn bei Cilcennin überfielen. Danach wird er erst 1223 wieder erwähnt, als er weiter ein Gegner von Fürst Llywelyn ab Iorwerth von Gwynedd war und sich deshalb mit dem anglonormannischen Marcher Lord William Marshal, 2. Earl of Pembroke verbündet hatte. Er unterstützte Marshal, als dieser im Englisch-Walisischen Krieg in Südwales einfiel. Cynan plünderte Is Aeron, den nördlichen Teil von Ceredigion südlich des River Aeron, das Marshal anschließend ihm überließ. Dazu gab Marshal ihm als Dank für seine Unterstützung Emlyn und Ystlwyf, das Gebiet zwischen dem Cynin und dem Cowin. Am 18. November 1223 bestätigte der englische König Heinrich III., dass Cynan ihm gehuldigt hatte und dass er der rechtmäßige Besitzer dieser Herrschaften war. 
Im Juni 1225 war Cynan weiterhin im Besitz seiner Ländereien in Südwales, als Marshal und Fürst Llywelyn eine gerechte Aufteilung der Länder von Maelgwn, Owain und Cynan vornehmen sollten. Im März 1238 verbot ihm der König, Dafydd, dem Sohn von Fürst Llywelyn, als dessen potentiellen Nachfolger zu huldigen. Nach Fürst Llywelyns Tod 1240 soll er dennoch Fürst Dafydd in dessen Kriegen gegen die englische Krone unterstützt haben, weshalb ihm Walter Marshal, 5. Earl of Pembroke seine Herrschaften Emlyn und Ystlwyf entzog. Sein weiteres Schicksal ist unbekannt. 1244 erwähnt der Barde Dafydd Benfras in einer Elegie, dass Cynan tot sei.